# Лее Јоо-хјунг
Лее Јоо-хјунг (21. јануар 1911 — 29. јануар 2003) био је јапански фудбалер.

## Репрезентација
За репрезентацију Јапана дебитовао је 1940. године.

## Статистика
| Јапан  | Јапан | Јапан |
| Год.   | Ута.  | Гол.  |
| ------ | ----- | ----- |
| 1940   | 1     | 0     |
| Укупно | 1     | 0     |